# San Luis Open 2024
Il San Luis Open 2024 è stato un torneo di tennis professionistico. È stata la 36ª edizione del torneo maschile, facente parte della categoria Challenger 75 nell'ambito dell'ATP Challenger Tour 2024, con un montepremi di 82 000 $. È stata la 2ª edizione del torneo femminile, facente parte della categoria WTA 125 con un montepremi di 115 000 $. Si è giocato dal 25 al 31 marzo 2024 sui campi in terra rossa del Club Deportivo Potosino di San Luis Potosí, in Messico.

## Torneo maschile

### Teste di serie
| Nazionalità | Giocatore                  | Ranking* | Testa di serie |
| ----------- | -------------------------- | -------- | -------------- |
| Argentina   | Thiago Agustín Tirante     | 99       | 1              |
| Australia   | James Duckworth            | 109      | 2              |
| Cile        | Marcelo Tomás Barrios Vera | 111      | 3              |
| Monaco      | Valentin Vacherot          | 146      | 4              |
| Stati Uniti | Denis Kudla                | 163      | 5              |
| Francia     | Giovanni Mpetshi Perricard | 165      | 6              |
| Australia   | Marc Polmans               | 167      | 7              |
| Regno Unito | Oliver Crawford            | 203      | 8              |

* Ranking al 18 marzo 2024.

### Altri partecipanti
I seguenti giocatori hanno ricevuto una wild card per il tabellone principale:
- Ernesto Escobedo
- Rodrigo Pacheco Méndez
- Vasek Pospisil

I seguenti giocatori sono entrati in tabellone come alternate:
- Gerard Campana Lee
- Benjamin Lock
- Dominik Palán

I seguenti giocatori sono passati dalle qualificazioni:
- Beibit Zhukayev
- Nicolás Mejía
- Matías Soto
- Christian Langmo
- Andrés Andrade
- Roberto Cid Subervi

## Torneo femminile

### Teste di serie
| Nazionalità | Giocatore              | Ranking* | Testa di serie |
| ----------- | ---------------------- | -------- | -------------- |
| Germania    | Tatjana Maria          | 48       | 1              |
| Italia      | Elisabetta Cocciaretto | 51       | 2              |
| Spagna      | Sara Sorribes Tormo    | 52       | 3              |
| Argentina   | Nadia Podoroska        | 78       | 4              |
|             | Ėrika Andreeva         | 94       | 5              |
| Stati Uniti | Hailey Baptiste        | 96       | 6              |
| Francia     | Alizé Cornet           | 99       | 7              |
| Argentina   | María Carlé            | 101      | 8              |

* Ranking al 18 marzo 2024.

### Altri partecipanti
Le seguenti giocatrici hanno ricevuto una wild card per il tabellone principale:
- Elisabetta Cocciaretto
- María Fernanda Navarro Oliva
- Ana Sofía Sánchez
- Marina Stakusic

Le seguenti giocatrici sono passate dalle qualificazioni:
- Nuria Brancaccio
- Jéssica Hinojosa Gómez
- Anca Todoni
- You Xiaodi

## Partecipanti al doppio

### Teste di serie
| Nazione     | Giocatrice      | Nazione     | Giocatrice       | Rank1 | Teste di serie |
| ----------- | --------------- | ----------- | ---------------- | ----- | -------------- |
| Stati Uniti | Angela Kulikov  | Francia     | Elixane Lechemia | 182   | 1              |
| Germania    | Julia Lohoff    | Svizzera    | Conny Perrin     | 215   | 2              |
| Romania     | Irina Bara      | Slovenia    | Dalila Jakupović | 240   | 3              |
| Stati Uniti | Hailey Baptiste | Stati Uniti | Whitney Osuigwe  | 256   | 4              |

* Ranking al 18 marzo 2024.

## Punti e montepremi
| Torneo    | Torneo              | V     | F     | SF    | QF    | 2T    | 1T  | Q | Q2  | Q1  |
| Singolare | Punti               | 75    | 44    | 22    | 12    | 6     | 0   | 4 | 2   | 0   |
| Singolare | Premi in denaro ($) | 9 880 | 5 820 | 3 450 | 2 000 | 1 165 | 720 | – | 360 | 185 |
| Doppio    | Punti               | 75    | 44    | 22    | 12    | –     | 0   | – | –   | –   |
| Doppio    | Premi in denaro ($) | 4 250 | 2 450 | 1 480 | 880   | –     | 500 | – | –   | –   |

## Campioni

### Singolare maschile
Nicolás Mejía ha sconfitto in finale  Matías Soto con il punteggio di 6–1, 5–7, 6–2.

### Singolare femminile
Nadia Podoroska ha sconfitto in finale  Francesca Jones con il punteggio di 6-1, 6-2.

### Doppio maschile
Rithvik Choudary Bollipalli /  Niki Kaliyanda Poonacha hanno sconfitto in finale  Antoine Bellier /  Marc-Andrea Hüsler con il punteggio di 6–3, 6–2.

### Doppio femminile
Anna Bondár /  Tamara Zidanšek hanno sconfitto in finale  Laura Pigossi /  Katarzyna Piter per ritiro.